# Hudești
Hudești è un comune della Romania di 6 384 abitanti, ubicato nel distretto di Botoșani, nella regione storica della Moldavia.
Il comune è formato dall'unione di 6 villaggi: Alba, Baranca, Bașeu, Hudești, Mlenăuți, Vatra.